# Educometria
Educometria ou Edumetria é o método de mensuração das variáveis relacionadas ao processo de ensino e aprendizagem conjugado com interpretações qualitativas, sensíveis e sociais. É a interface entre a análise quantitativa e qualitativa na área do conhecimento da Educação que emerge uma síntese. É a aplicação da Estatística à área de Educação, com forte colaboração da Pedagogia. Essa Estatística Educacional é composta por muitos métodos, destacando-se a Teoria Clássica de Medidas, a Teoria da Resposta ao Item, Modelagem Linear Hierarquica, Regressão Quantílica, dentre outras (Andrade, Tavares, Valle, 2000).